# Blåhätteduva
Blåhätteduva (Starnoenas cyanocephala) är en starkt utrotningshotad fågel i familjen duvor, och som enbart förekommer på Kuba.

## Utseende och läte
Blåhätteduva är en stor vaktelduva som mäter 30–33 cm. Fjäderdräkten är kanelbrun med spektakulär ansiktsteckning, med blå hjässa, svart ögonstreck ovan ett vitt horisontellt streck från näbben till nacken, svart kräva vitkantad undertill och blåaktig fläckning på strupsidan. Lätet är distinkt, ett tvåtonat "uuu-up, uuu-up".

## Utbredning och systematik
Fågeln förekommer enbart i låglänta områden på Kuba. Den placeras som ensam art i släktet Starnoenas. 

## Bildgalleri

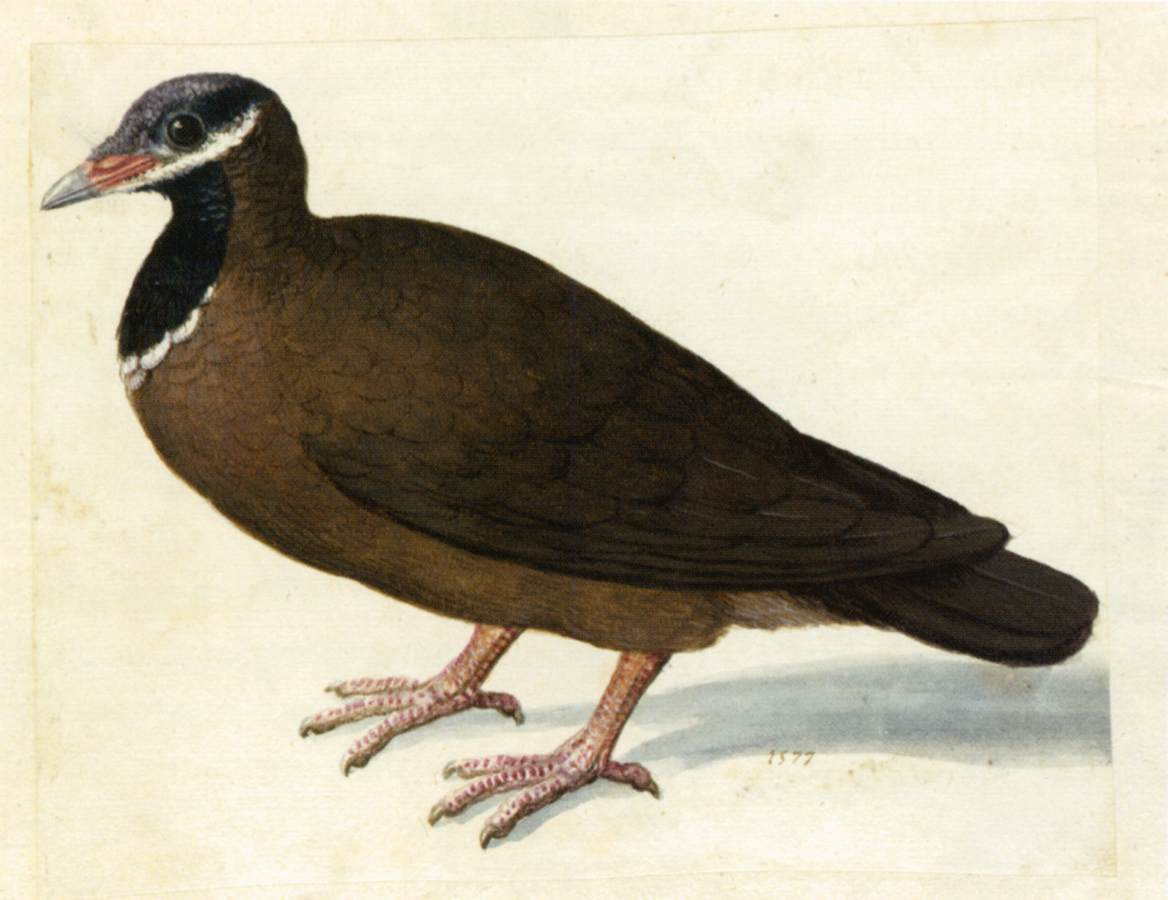
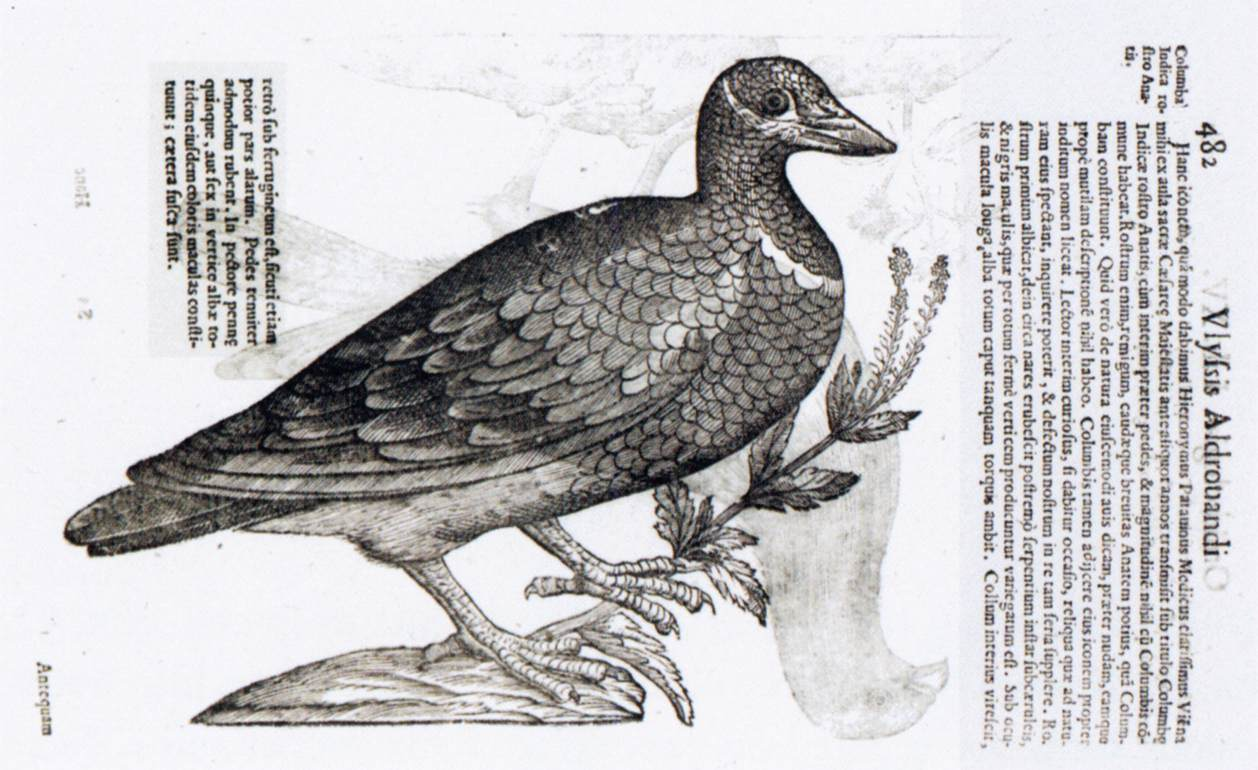

## Status och hot
Blåhätteduva har en mycket liten global population bestående av uppskattningsvis endast 600–1 500 adulta individer. Den tros också minska i antal till följd av habitatförlust, predation och jakt. Fågeln är därför upptagen på internationella naturvårdsunionens (IUCN) röda lista över hotade arter, kategoriserad som starkt hotad (EN).